# Александрія (Огайо)
Александрія (англ. Alexandria) — селище (англ. village) в США, в окрузі Лікінґ штату Огайо. Населення — 483 особи (2020).

## Географія
Александрія розташована за координатами 40°5′25″ пн. ш. 82°36′45″ зх. д. / 40.09028° пн. ш. 82.61250° зх. д. (40.090316, -82.612451).  За даними Бюро перепису населення США в 2010 році селище мало площу 0,64 км², з яких 0,63 км² — суходіл та 0,00 км² — водойми.

## Демографія
Згідно з переписом 2010 року, у селищі мешкало 517 осіб у 182 домогосподарствах у складі 144 родин. Густота населення становила 813 особи/км².  Було 203 помешкання (319/км²).
Расовий склад населення:
| - 98,5 % — білих - 0,6 % — корінних американців |

До двох чи більше рас належало 1,0 %. Частка іспаномовних становила 1,2 % від усіх жителів.
За віковим діапазоном населення розподілялося таким чином: 30,2 % — особи молодші 18 років, 58,4 % — особи у віці 18—64 років, 11,4 % — особи у віці 65 років та старші. Медіана віку мешканця становила 34,9 року. На 100 осіб жіночої статі у селищі припадало 98,1 чоловіків;  на 100 жінок у віці від 18 років та старших — 95,1 чоловіків також старших 18 років.
Середній дохід на одне домашнє господарство  становив 62 098 доларів США (медіана — 61 912), а середній дохід на одну сім'ю — 69 392 долари (медіана — 62 163). Медіана доходів становила 45 652 долари для чоловіків та 38 631 долар для жінок. За межею бідності перебувало 8,0 % осіб, у тому числі 0,0 % дітей у віці до 18 років та 22,7 % осіб у віці 65 років та старших.
Цивільне працевлаштоване населення становило 283 особи. Основні галузі зайнятості: освіта, охорона здоров'я та соціальна допомога — 21,2 %, мистецтво, розваги та відпочинок — 11,7 %, будівництво — 11,7 %.